# قطعنامه ۷۲۳ شورای امنیت
قطعنامه ۷۲۳ شورای امنیت سازمان ملل متحد که در تاریخ ۱۲ دسامبر ۱۹۹۱ تصویب شد، سندی بین‌المللی دربارهٔ قبرس است. این قطعنامه طی نشست ۳۰۲۲ام با ۱۵ رای موافق، ۰ مخالف و ۰ ممتنع تصویب شد.